# HMS Frobisher (1920)
HMS Frobisher (Корабль Его Величества «Фробишер») — британский тяжёлый крейсер типа «Хокинс». Строительство было начато во время Первой мировой войны, однако после завершения войны в 1918 году работы шли очень медленно. Достроен в октябре 1924 года, после чего первое время находился в составе Средиземноморского флота. В 1929 году зачислен в состав Атлантического флота, где время от времени служил как флагманский корабль. В 1930 году выведен в резерв, в 1932 году переоборудован в учебный корабль для подготовки кадетов, в 1937 году возвращён в резерв. Два года спустя вновь введён в строй как учебный корабль.
После начала Второй мировой войны Королевский флот решил переоборудовать «Фробишера» обратно в тяжёлый крейсер, однако работы затянулись из-за загруженности более приоритетными ремонтами других кораблей и были закончены только в начале 1942 года. Крейсер был отправлен в состав Восточного флота и следующие два года в основном действовал в составе охранения конвоев. В начале 1944 года вернулся в Англию для участия в операции «Нептун» — морской части высадки в Нормандии. 6 июня орудия крейсера участвовали в бомбардировке береговых укреплений немцев, в августе крейсер был повреждён торпедой. Во время ремонта Королевский флот вновь решил переоборудовать крейсер в учебный корабль, работы были закончены в 1945 году. Служил в этом качестве до 1947 года, когда был заменён другим кораблём. Списан и продан на слом в 1949 году.

## Служба
Корабль назван в честь адмирала сэра Мартина Фробишера — английского мореплавателя и капера, одного из лидеров английского флота, разбившего в 1587 году испанскую Непобедимую армаду. Единственный корабль Королевского флота, носивший это имя. Строительство «Фробишера» заказано в декабре 1915 года, заложен 2 августа 1916 года на королевской верфи в Девонпорте, спущен на воду 20 марта 1920 года, закончен 20 сентября 1924 года. После подготовки корабля и экипажа к службе включён в состав 1-й эскадры крейсеров Средиземноморского флота. В июне 1926 года морские пехотинцы крейсера приняли участие в учениях по высадке десанта с моря. В сентябре «Фробишер» стал флагманским кораблём контр-адмирала Уильяма Бойла, принявшего командование эскадрой. Эскадра была временно придана Китайской станции незадолго до того, как 10 сентября 1928 года Бойл передал командование контр-адмиралу Генри Паркеру. 24 августа участвовал в торпедных стрельбах. В январе 1929 года участвовал в учениях флота, а в марте того же года — в совместных учениях с Атлантическим флотом.
В 1927—1928 годах «Фробишер» нёс на шканцах прототип стартовой катапульты и кран для гидросамолёта. Для размещения оборудования потребовалось снять со шканцев 76-мм зенитное орудие. Его установили на платформу между трубами совместно с четвёртым 76-мм зенитным орудием. В 1929—1930 годах крейсер служил в составе Атлантического флота.
К июню 1930 года кормовое орудие, находившееся на возвышенной позиции, было снято, чтобы обеспечить место для гидросамолёта, а вокруг основания грот-мачты была построена надстройка. Позднее в том же году «Фробишер» был переведён в резерв и стал флагманским кораблём вице-адмирала Командующего Резервным флотом.
В 1932 году «Фробишер» переоборудовали в учебный корабль для подготовки кадетов. В ходе работ со шканцев демонтировали переднее 191-мм орудие, кроме того, были сняты два 76-мм зенитных орудия. К июлю 1935 года корабль получил стартовую катапульту, которую установили на место снятого в 1930 году кормового орудия, находившегося на возвышенной позиции. В 1936 году с корабля сняли все его орудия, установив вместо них два надводных торпедных аппарата и одно 120-мм орудие.
В 1936 году «Фробишер» вернулся в резерв и находился в Девонпорте. В начале 1939 года переведён в Портсмут, использовался как учебный корабль.

#### Вторая мировая война
Незадолго до начала Второй мировой войны Королевский флот решил переоборудовать «Фробишер» и однотипный ему «Хокинс» по образцу другого однотипного корабля — «Эффингема», но с установкой их оригинального вооружения. Работы должны были начаться в сентябре 1939 года, однако из-за низкого приоритета к ним приступили только 5 января 1940 года.
Первоначальный план предусматривал возвращение семи 191-мм орудий и двух подводных торпедных аппаратов, увеличение количества 102-мм зенитных орудий до пяти, установку двух счетверённых и двух одноствольных 40-мм зенитных автоматов, а также трёх 20-мм зенитных пушек. Для размещения вооружения пришлось демонтировать катапульту, кран и надстройку у основания фок-мачты. В 1941 году план был пересмотрен на основании боевого опыта: на место двух 191-мм орудий, размещавшихся побортно, установили по одному счетверённому 40-мм автомату, один из одноствольных 40-мм автоматов заменили на четыре 20-мм зенитные пушки. К моменту окончания работ в марте 1942 года на крейсер установили радиолокационные станции:
- Тип 281[англ.] для раннего обнаружения воздушных целей,
- Тип 283 для обнаружения надводных целей,
- 2 станции Тип 285[англ.] для управления стрельбой зенитных орудий (размещены на крышах вновь установленных приборов управления стрельбой 102-мм орудий).

Корма крейсера была оборудована направляющими для сброса глубинных бомб, в носу разместили гидрофоны.
После завершения переоборудования крейсер вошёл в состав 4-й эскадры крейсеров Восточного флота, действуя в охранении конвоев и капитальных кораблей в Индийском океане.

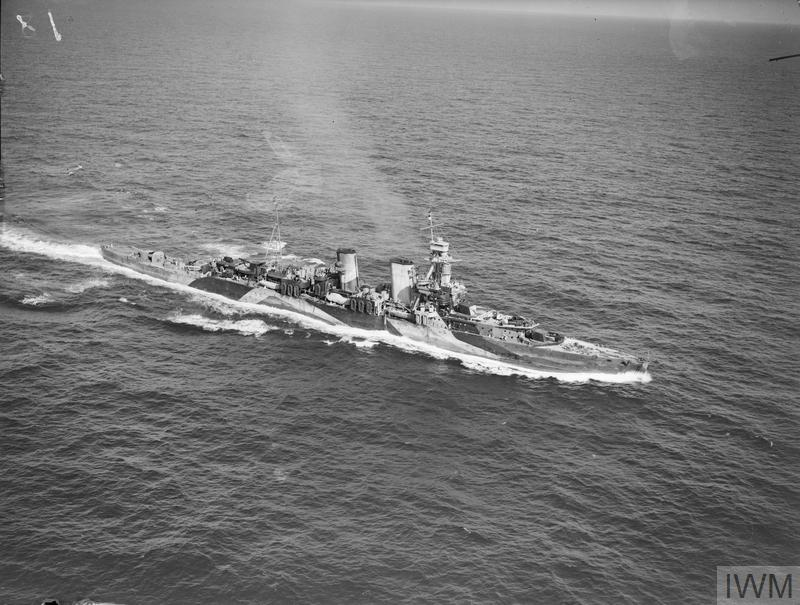
«Фробишер» в Индийском океане, 16 июня 1942 года

В начале декабря 1943 года «Фробишер» взял на буксир французский лидер «Ле Триомфан», пострадавший во время тайфуна. 19 декабря корабли прибыли в Диего-Суарес, Мадагаскар. В марте 1944 года «Фробишер» вернулся в Англию для подготовки к операции «Нептун» — морской составляющей плана высадки в Нормандии. Во время модернизации, начатой 5 апреля и завершённой в мае, зенитное вооружение крейсера было усилено двенадцатью 20-мм пушками. Кроме того, два счетверённых 40-мм автомата были заменены парой восьмиствольных установок того же калибра.

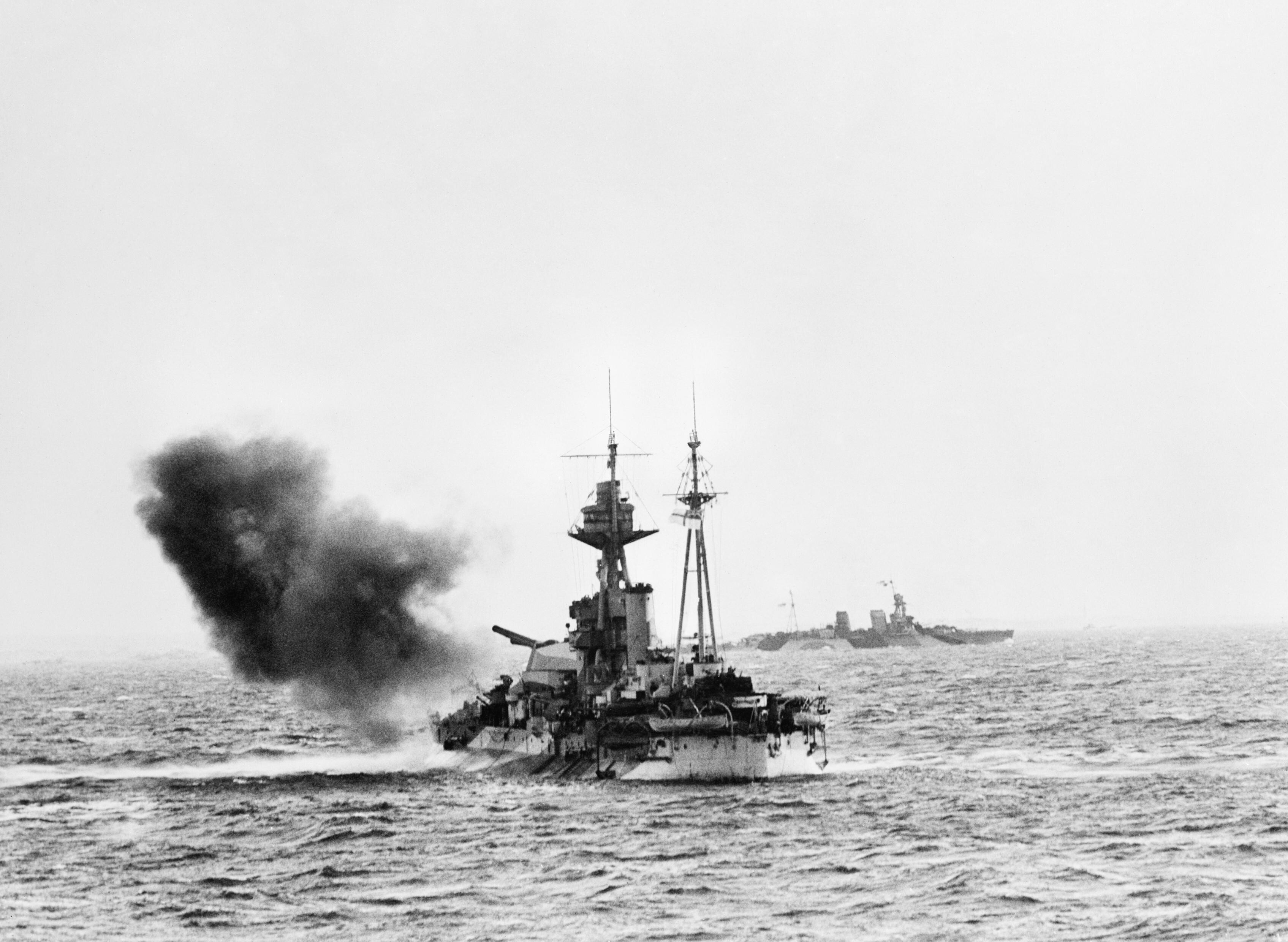
«Фробишер» (на заднем плане) и монитор HMS Roberts (1941), стреляющий по береговой цели. 6 июня 1944 года

6 июня, в день высадки, «Фробишер» был придан Группе D артиллерийской поддержки (англ. Gunfire Bombardment Support Force D), обстреливавшей береговые укрепления немцев в районе пляжа «Сорд». Известно, что орудия крейсера стреляли по береговой батарее у Рива-Белла близ Уистреама и уничтожили прямым попаданием наблюдательный пункт батареи в самом городе. Скорострельность орудий главного калибра крейсера, заряжавшихся вручную, составила, согласно отчёту, пять выстрелов в минуту.
В августе «Фробишер» и плавучая мастерская «Альбатрос», находившиеся в заливе Сены, были повреждены дальнобойными торпедами G7e, выпущенными немецкими торпедными катерами.
В то время как «Фробишер» проходил ремонт на королевской верфи в Чатеме, Королевский флот решил переоборудовать тяжёлый крейсер в учебный корабль для 150 кадетов. После ремонта, завершившегося в сентябре, «Фробишер» ушёл на переоборудование в Росайт, Шотландия. После завершения ремонта в мае 1945 года вооружение «Фробишера» состояло из трёх 191-мм орудий, одного 152-мм орудия, 102-мм зенитного орудия, 11 или 13 «эрликонов» и надводного четырёхтрубного торпедного аппарата. К июлю 1946 года были демонтированы приборы управления стрельбой 102-мм зенитных орудий. 

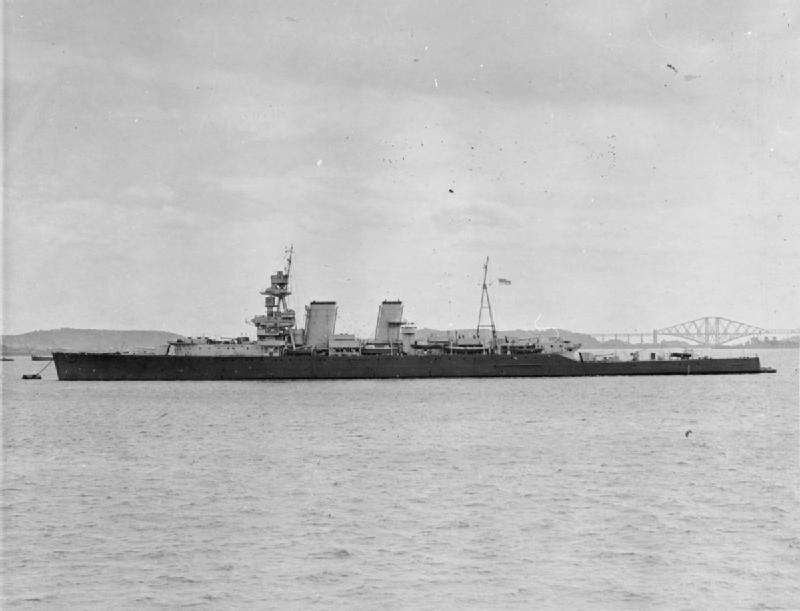
«Фробишер» в заливе Ферт-оф-Форт, 1 мая 1945 года.

В 1947 году роль учебного корабля принял на себя тяжёлый крейсер «Девоншир». 26 марта 1949 года «Фробишер» был продан на слом компании John Cashmore Ltd и 11 мая того же года прибыл для разделки на металл в Ньюпорт, Уэльс.